# Kaanapali
Kaanapali est une census-designated place de l'État d'Hawaï dans le comté de Maui, aux États-Unis.

## Démographie
| 2000  | 2010  | - | - | - | - |
| ----- | ----- | - | - | - | - |
| 1 422 | 1 045 | - | - | - | - |

En 2010, la population était de 1 045 habitants.